# Hedenesse
Hedenesse is de naam van een vormingscentrum en een streekje in Zeeuws-Vlaanderen in de Nederlandse provincie Zeeland, dat zich bevindt tussen de dorpen Zuidzande en Cadzand.
Het werd in 1948 opgezet als Stichting Hervormd Jeugdcentrum West-Zeeuws-Vlaanderen, en later: Stichting Oecumenisch Vormingscentrum Hedenesse, en heeft bestaan tot 1989.
Later werd het een vakantieoord voor Britse scouts en vervolgens een Asielzoekerscentrum (AZC), maar in 2003 kwam ook daar een einde aan. Een recreatie-ondernemer wilde het benutten als een jeugdherberg annex disco. Deze plannen gingen eveneens niet door.
In 2005 werd in het complex het Naropa-instituut gehuisvest, gebaseerd op het Tibetaans boeddhisme. Per 1 april 2014 werd het domein omgedoopt tot Cadzandië en kregen meer groepen er ruimte om hun activiteiten te ontplooien.

## Trivia
Het derde deel van de memoires van cabaretier Freek de Jonge bevat het hoofdstukje ‘Hedenesse’ waarin een week met de eindexamenklassen in het vormingscentrum wordt beschreven. .